# Das Mädchen deiner Träume (1998)
Das Mädchen deiner Träume (Originaltitel: La niña de tus ojos) ist ein spanischer Spielfilm von Fernando Trueba aus dem Jahr 1998.

## Handlung
Während des Spanischen Bürgerkrieges fliegt 1938 ein spanisches Filmteam nach Deutschland, wo bei der UFA in Potsdam-Babelsberg eine erste Co-Produktion zwischen den Koalitionspartnern hergestellt werden soll. Die Stars des Ensembles sind die rassige Macarena Granada und der Frauenheld Julián Torralba. Macarena hat eine Affäre mit dem Regisseur des Films Blas Fontiveros, was innerhalb des Filmteams ein offenes Geheimnis ist, da Fontiveros verheiratet ist. Als das Team in Babelsberg ankommt, ist auch Propagandaminister Joseph Goebbels anwesend, der im Vorbeifahren ein Auge auf Macarena wirft. Goebbels ist auch bei den Spaniern als Frauenheld bekannt, und so kommt es bei einem Empfang für das Filmteam zwischen Goebbels und Macarena zu ersten Annäherungsversuchen des Ministers. Macarena hat die liebe Not, sich des Ministers zu erwehren, und Fontiveros beginnt eifersüchtig zu werden, weiß aber, dass eine Beziehung zwischen Macarena und Goebbels dem Filmprojekt zugutekommen kann.
Bei der Produktion des Films kommt es zu diversen Problemen. Es soll neben der spanischen Version des Films auch eine deutsche Version entstehen. Hauptdarsteller des deutschen Films ist Heinrich von Wermelskirch. Der stattliche Held des deutschen Films ist jedoch homosexuell und verliebt sich bei der ersten Begegnung in den spanischen Hauptdarsteller Julián Torralba, der aufgrund der Sprachprobleme es kaum schafft, ihm seine entgegengesetzten sexuellen Vorlieben begreiflich zu machen. Für einige Massenszenen stellen die Filmschaffenden Statisten zur Verfügung, die jedoch sämtlich blond und blauäugig sind und nicht in die spanische Szenerie passen; da jedoch Goebbels weiterhin Macarena den Hof macht, verfügt er, dass KZ-Insassen als Statisten nach Babelsberg kommen. In einen dieser gezwungenen Statisten verliebt sich Macarena und hilft ihm bei seinem Fluchtversuch. Sie versteckt ihn in ihrer Garderobe auf dem Filmgelände. Die Nazischergen finden ihn fast, da wird Macarena gerettet durch einen Befehl Goebbels, sie sehen zu wollen. Sie steckt den russisch-jüdischen Akrobaten in einen Koffer und lässt sich zu dem Treffen mit Goebbels fahren. Sie gibt Goebbels vor, sich ihm hinzugeben.  Dabei wird Goebbels von dem russischen Häftling niedergeschlagen. Nun ist das gesamte Filmteam in Gefahr. Fontiveros nimmt Kontakt zu Magda Goebbels auf und gibt vor, dass Goebbels seine Frau wegen Macarena verlassen möchte. Dies könne verhindert werden, sollte er Flugtickets nach Paris von Frau Goebbels bekommen. Sein schlagendes Argument ist, dass er selbst für Macarena durch die Flucht auf seine Karriere verzichten würde. Dies lässt Macarena sogar in Magda Goebbels Augen als eine gefährliche Nebenbuhlerin erscheinen. Tatsächlich verlässt jedoch nicht Fontiveros das Land, sondern der KZ-Flüchtling gemeinsam mit Macarena und deren Stubenmädchen.

## Hintergrund
Fast 20 Jahre später schlüpfte Penélope Cruz wieder in die Rolle der Schauspielerin „Macarena Granada“ in dem Film Die Königin von Spanien (La reina de España, 2016), auch hier mit Fernando Trueba als Regisseur und Antonio Resines als „Blas Fontiveros“.

## Auszeichnungen
Der Film wurde 1999 für zahlreiche Goya-Filmpreise nominiert und gewann in insgesamt sieben Kategorien, u. a. Bester Film des Jahres. Penélope Cruz erhielt die Auszeichnung als beste Hauptdarstellerin des Jahres. Zuvor war der Film Wettbewerbsbeitrag der Berlinale 1999 und wurde später für den Europäischen Filmpreis nominiert.